# Intensivpflege
Intensivpflege ist ein Teilbereich der Krankenpflege.
Sie wird da nötig, wo Intensivmedizin zum Einsatz kommt, in aller Regel also auf der Intensivstation, aber auch in der Eins-zu-Eins-Pflege, sowie auf Intensivpflege-WG's.

## Notwendigkeit
Es werden gestörte oder ausgefallene Organsysteme (z. B. Herz, Lungen, Nieren, Leber, Magen-Darm-Trakt etc.) zeitweilig überwacht, unterstützt bzw. ersetzt, idealerweise bis der Körper des Patienten diese wieder selbst übernimmt.
Intensivtherapie kann durch verschiedene Ursachen notwendig werden; die häufigsten sind
- Störung einer oder mehrerer Vitalfunktionen (Atmung, Herz-Kreislauf, Neurologie oder Temperatur)
- Schock (z. B. septischer, hypovolämischer, kardiogener Schock)
- Einschränkung der Lungenfunktion z. B. durch Verletzungen oder Vorerkrankungen wie schweres Asthma oder ein ARDS (akutes Lungenversagen)
- Bewusstlosigkeit/komatöse Zustände z. B. durch Schädelverletzungen oder Stoffwechselentgleisungen; Vergiftungen
- Nachbeatmung nach großen Operationen

## Behandlungsmöglichkeiten

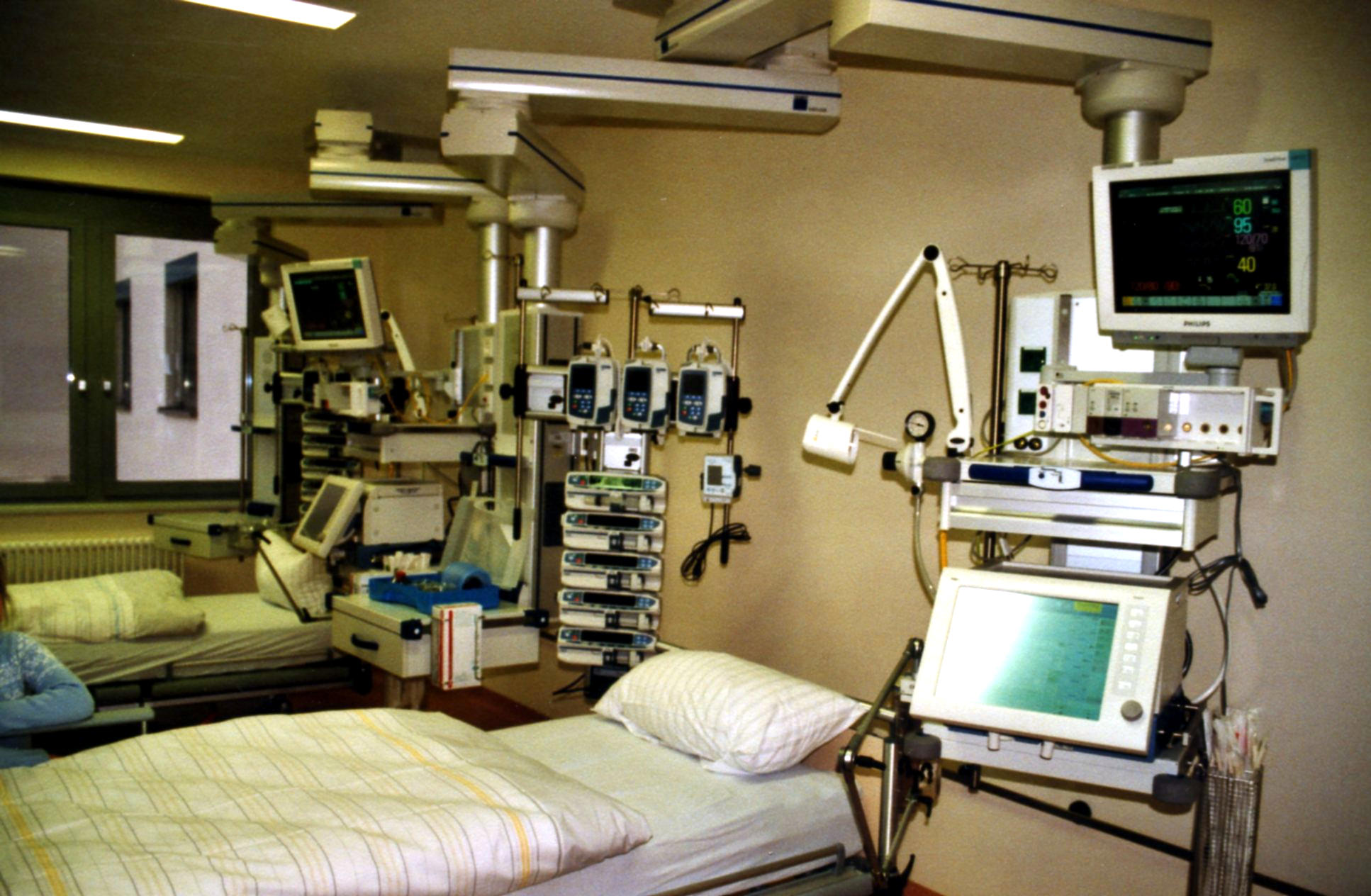
Blick in eine Intensivstation

Intensivpflege wird überall da benötigt, wo Patienten in ihren Körperfunktionen rund um die Uhr überwacht und unterstützt werden müssen, also zum Beispiel in den Bereichen der anästhesiologischen, internistischen, chirurgisch/traumatologischen, neurologischen und neonatologischen Intensivmedizin. Sie ist nicht an ein klinisches Umfeld gebunden. Schwerkranke oder beatmungspflichtige Patienten können durch spezialisierte Anbieter ambulanter Intensivpflege in ihrem ursprünglichen Zuhause oder in anderen häuslichen Einrichtungen, wie zum Beispiel Wohngruppen, versorgt werden.

### Aufgaben der Intensivpflege
Die Aufgaben des Intensivpflegepersonals untergliedern sich in:
- Überwachung der Vitalsituation des Patienten (und gegebenenfalls Intervention)
- Bedienung der notwendigen Apparate und Geräte, z. B.: Überwachungsmonitore, Beatmungsgeräte, Perfusoren, Infusionspumpen, Dialysegeräte, Herz-Lungen-Maschinen bzw. ECMO
- Verabreichen von Medikamenten und Infusionen
- Körperpflege des Patienten
- Verbandwechsel, Wundversorgung
- Lagerungsbehandlungen, Mobilisation und Transfers des Patienten sowie Gesichtspflege mit regelmäßiger Umpositionierung des endotrachealen Tubus, um Gewebeschäden vorzubeugen, die durch ständige Druckeinwirkung entstehen können
- Assistenz bei medizinischen Eingriffen (z. B. Anlegen eines zentralen Venenzugangs, Bronchoskopie etc.)
- Planen und zusammen mit dem ärztlichen Dienst Durchführen von innerklinischen Transporten zu Untersuchungen wie CT, MRT oder in den OP
- Ausführen ärztlicher Anordnungen
- Vornehmen kleinerer invasiver Eingriffe wie das Legen eines peripheren venösen Zugangs, eines Blasenkatheters oder einer Magensonde, endotracheales Absaugen
- psychologische Betreuung des Patienten und dessen Angehörigen[1] im Rahmen der Möglichkeiten
- Sterbebegleitung

Das Besondere in der Intensivpflege im Vergleich zur Krankenpflege ist, dass die Vitalfunktionen des Patienten ununterbrochen überwacht und unterstützt werden, oft mit Hilfe technischer Geräte, die ebenfalls bedient werden müssen. Das bedingt einen hohen Personalaufwand und ein gewisses technisches Verständnis.
Voraussetzungen für die Arbeit im Intensivpflegebereich sind Flexibilität, Teamfähigkeit, Geräuschtoleranz, Lernbereitschaft und auch die Fähigkeit und Bereitschaft, sich mit negativen und frustrierenden Situationen auseinanderzusetzen, denn trotz aller medizinischen Möglichkeiten ist die Lebensgefahr und der Tod von Menschen immer vorhanden.
Zur Spezialisierung für die Tätigkeit auf der Intensivstation besteht für Pflegefachleute die Möglichkeit der Fachweiterbildung. Die Sonderausbildung zur Fachpflegekraft für Intensivpflege und Anästhesie dauert in Deutschland 2 Jahre, in Österreich 1 Jahr, und kann nach nachweislich einjähriger Berufserfahrung im Intensivbereich und positiv abgelegtem Aufnahmeverfahren belegt werden. Des Weiteren gibt es Fort- & Weiterbildungskurse für außerklinische und stationärer Intensivpflege.

## Historische Literatur
- Karl Steinbereithner, Rudolf Kucher: Intensivstation Intensivpflege Intensivtherapie. Möglichkeiten, Erfahrungen und Grenzen. Thieme, Stuttgart 1972; 2., neubearbeitete und erweiterte Auflage, herausgegeben von Hans Bergmann, ebenda 1984.